# Mont Toyoni (Erimo)
Pour l’article homonyme, voir Mont Toyoni (Urakawa-Hiroo).
Le mont Toyoni (豊似岳, Toyoni-dake) est une montagne culminant à 1 105 m d'altitude dans les monts Hidaka de l'île de Hokkaidō au Japon.